# 제이슨 저먼
제이슨 저먼(Jason Jurman, 1979년 11월 6일 ~ 2014년 10월 11일)은 미국의 배우이다.

## 출연 작품

### 영화
- 아메리칸 호스트 (2007, Cougar Club) - 스펜스 역

### 텔레비전
- 베드포드 다이어리 (2006, The Bedford Diaries)